# Pays pourpre
Le Pays pourpre, parfois appelé Pays pourpré est un petit pays historique de Bretagne, dans le Pays de Saint-Malo. Il se confond avec l'ancien arrondissement de Montfort-sur-Meu en Ille-et-Vilaine et comprend les cinq cantons suivants : Montfort-sur-Meu, Plélan-le-Grand, Saint-Méen-le-Grand, Bécherel et Montauban-de-Bretagne. Ce pays doit son nom au grès et aux siltites déformées en schistes violets qui furent localement utilisées pour la construction des bâtiments, donnant ainsi une couleur « pourpre » aux façades des maisons et des fermes.

## Description
Ces roches pourprés sont d'ailleurs observables dans leur état naturel à de nombreux endroits de cette région. Souvent, il s'agit de roches appartenant à la "série rouge" de la Formation de Pont-Réan (grès de Courhouët, poudingue de Montfort, siltites pourpres de Boël souvent déformées en schistes). On rencontre des affleurements de ces roches sur de nombreux chemins de randonnée dans la région, ou on peut jeter un coup d'œil par-dessus la clôture d'une carrière privée pour observer une paroi rocheuse comme à la Vigne en Bréal-sous-Montfort ou à Cannes en Saint-Thurial.
Quelques sites valent un détour ou une promenade pour observer ces roches comme la carrière de la Marette à Saint-Malon-sur-Mel, l'étang du Casse et le vallon de la Chambre du Loup, tous les deux à Iffendic, ou encore le Val sans Retour à Paimpont. On peut y ajouter à Bréal-sous-Montfort une promenade sur le chemin de randonnée longeant le ruisseau de la Roche. Au niveau du lieu-dit de la Haute-Hautière, on observe dans le lit du ruisseau un chaos de blocs de poudingue, puis des gradins de grès rouges et plus au Sud, des schistes rouges. Enfin, quelques paysages accidentés émaillent le Pays pourpre, comme la forêt de Montfort, le vallon du Rohuel et celui de Roca en Saint-Thurial.

### Bréal-sous-Montfort: Le ruisseau de la Roche
(galerie importée de l'article consacré à Bréal-sous-Montfort)

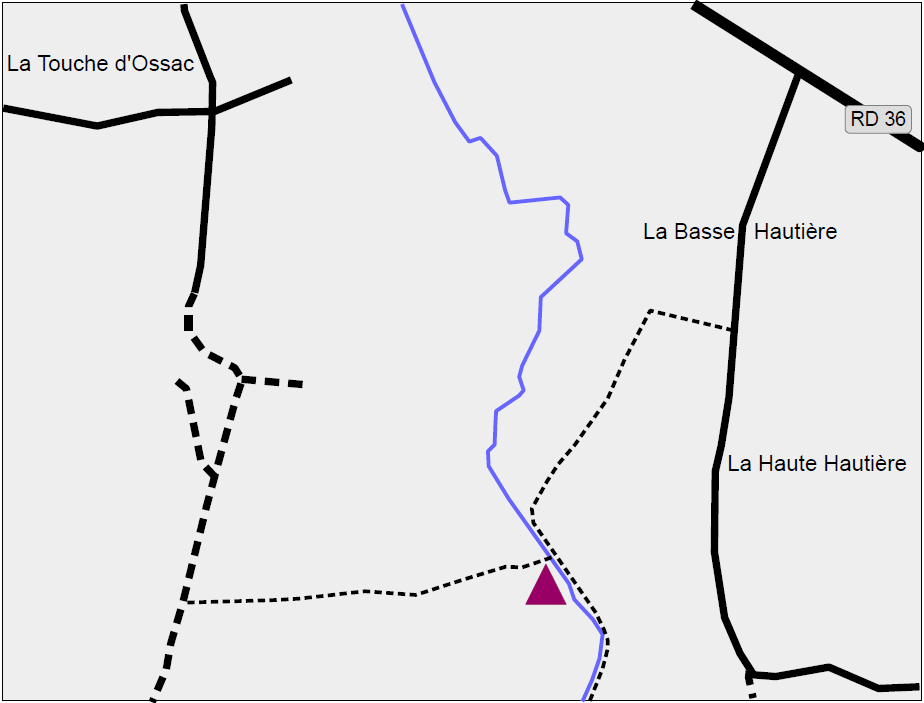
Plan d'accès au site géologique (triangle violet) de la Haute-Hautière au Sud-Est du bourg de Bréal-sous-Montfort près du ruisseau de la Roche.
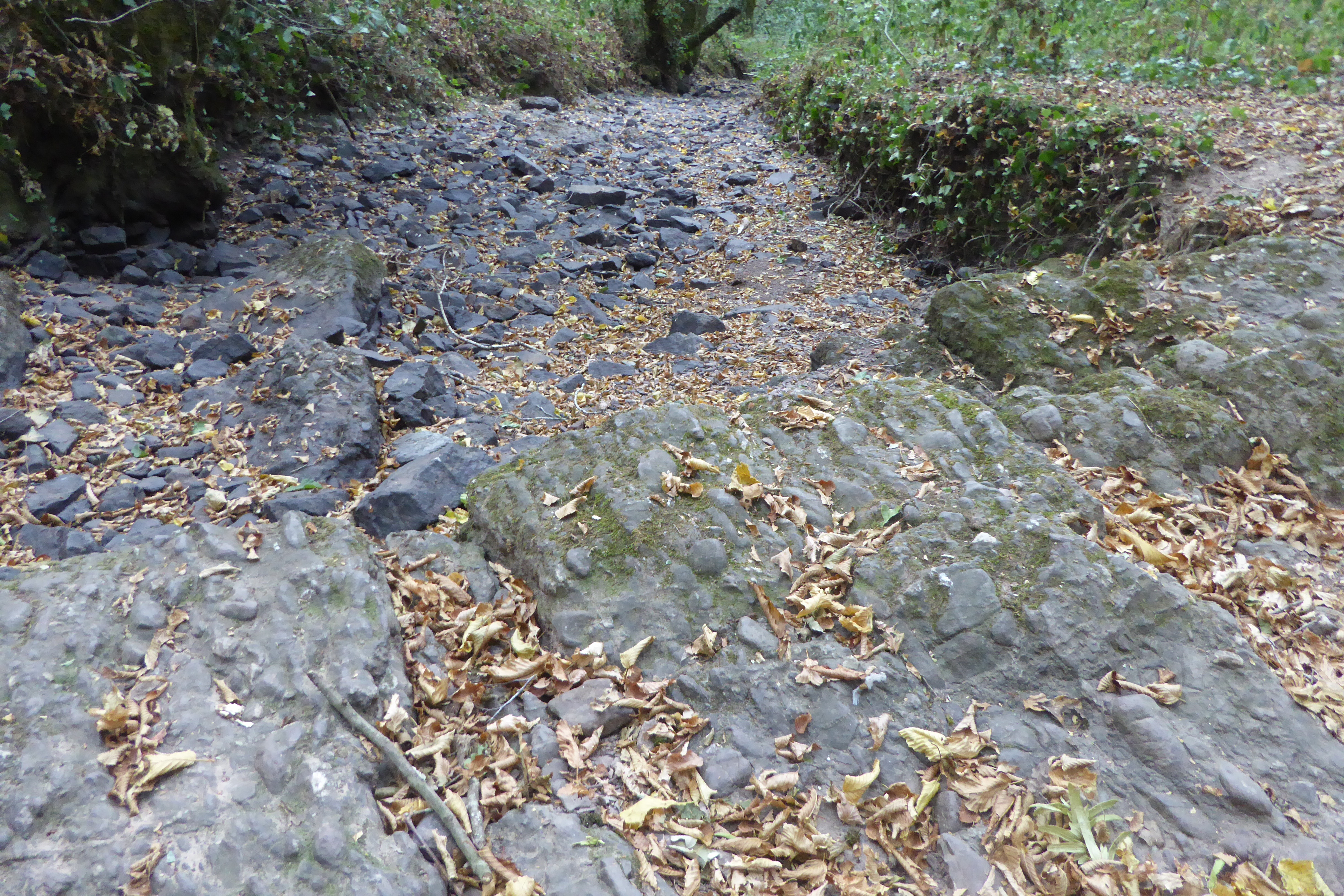
Lit du ruisseau de la Roche à sec (août 2022). Au premier plan, des blocs de poudingue, au second plan, des grès pourpres.
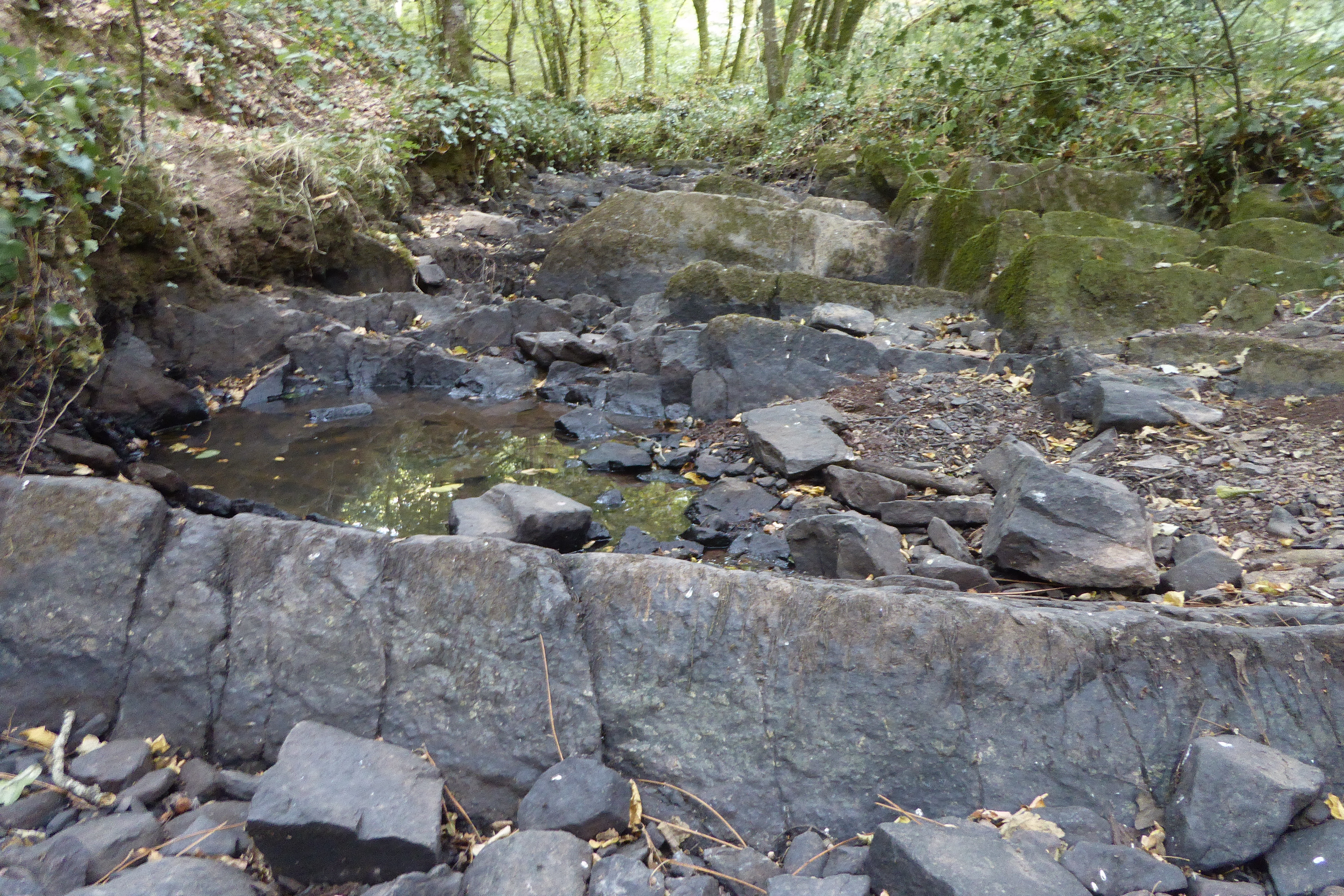
Plus au Sud : Des grès pourpres en gradins affleurent dans le lit du ruisseau de la Roche.
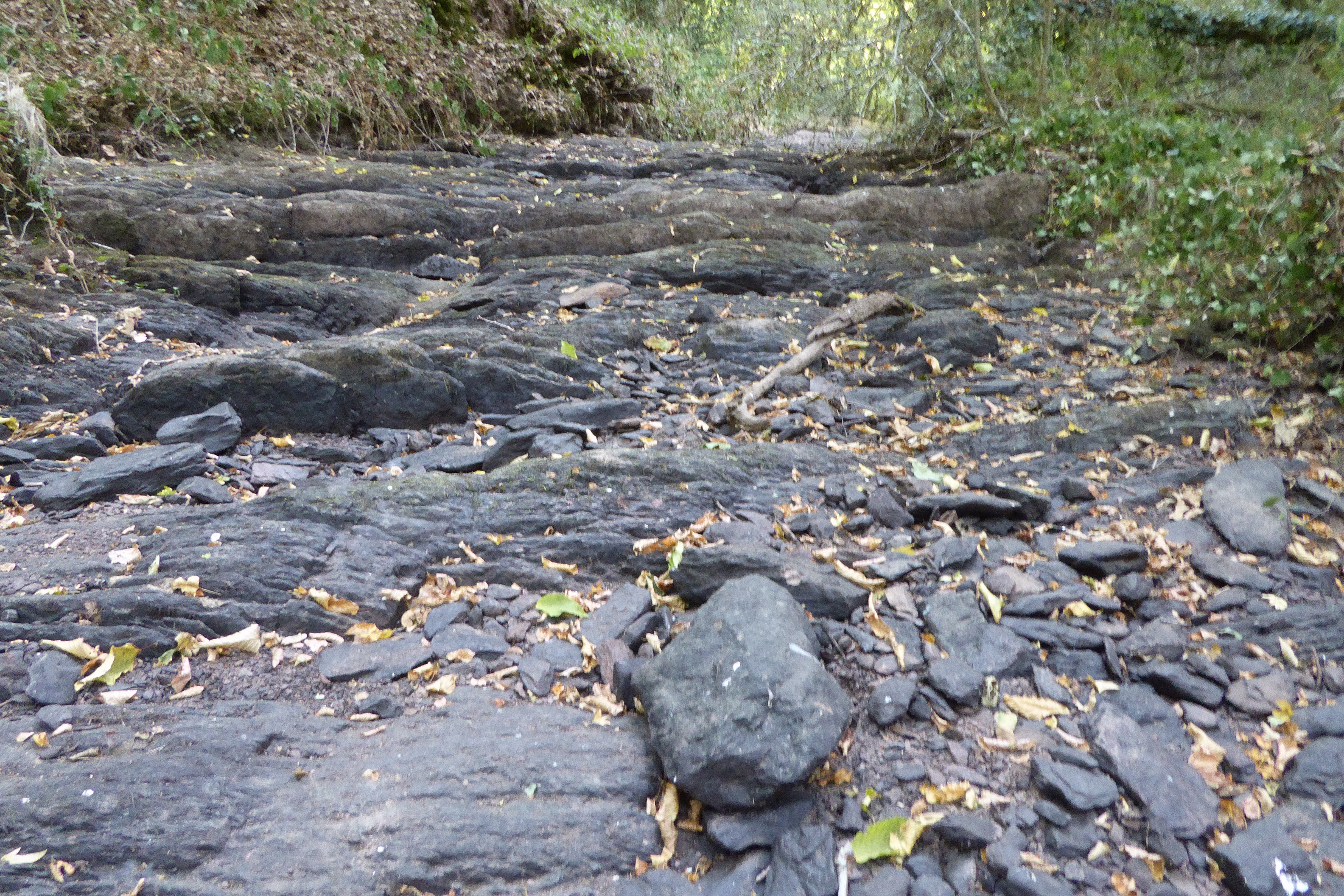
Encore plus au Sud, en haut du flanc : Un chaos de siltites (schistes) pourpres.

## Histoire
Au cours de l'époque médiévale, le territoire du Pays pourpre a vu la fondation de nombreux sites castraux et ecclésiastiques:
- Château-fort de Montauban-de-Bretagne.
- Abbaye de Saint-Méen.
- Ville close de Montfort-sur-Meu[5].